# تاریخ تحولات علوم کشاورزی ایران
تاریخ تحولات علوم کشاورزی ایران(از دوره باستان تا عصر حاضر) کتابی است تألیف ابراهیم باقری زنوز که در سال ۱۳۸۲ توسط انتشارات دانشگاه تهران منتشر شده‌است. این کتاب، متون کهن کشاورزی ایران را معرفی کرده و در دوره‌های مختلف تاریخی، کشاورزی ایران را بررسی می‌کند.

## فصل‌های کتاب
- پیشگفتار و مقدمه
- فصل نخست: کشاورزی در ایران باستان
- فصل دوم: کشاورزی از دوره هخامنشیان تا حمله اسکندر
- فصل سوم: کشاورزی ایران در زمان استیلای اسکندر
- فصل چهارم: کشاورزی از زمان ظهور اسلام تا استیلای مغول
- فصل پنجم: کشاورزی در عهد صفویان
- فصل ششم: کشاورزی ایران از دوره قاجاریه تا انقلاب اسلامی
- فصل هفتم: گسترش آموزش‌های علوم کشاورزی در ایران
- فصل هشتم: منابع آب و کشاورزی
- فصل نهم: خالصه، قرق و اسکان ایلات
- فصل دهم: تاریخچه صید ماهی و تشکیل شیلات
- فصل یازدهم: تأسیس وزارت کشاورزی
- فصل دوازدهم: تاریخچه اصلاح بذر و نهال
- فصل سیزدهم: موسسات علمی و فنی
- فصل چهاردهم: اصلاحات ارضی در ایران
- فصل پانزدهم: زندگی‌نامه برخی از بنیانگذاران و استادان علوم کشاورزی ایران
- کتابنامه
- پیوست

## نگاهی به متن کتاب
در زمان استیلای عرب‌ها، ایرانیان رنج فراوانی بردند، شمار زیادی از آنان را عرب‌ها به بردگی کشیدند. بسیاری از سدهای ایرانیان که در زمان هخامنشیان و ساسانیان ساخته شده بودند، بدست اعراب‌ها ویران شد(تاریخ کشاورزی ایران- تقی بهرامی).

### پرگرامگیاه‌شناسی
- معرفه الاشکال در تشریح نباتات
- وظایف الاعضا، نباتات
- معرفه المیاه(آب)
- ژنتیک
- طبقه‌بندی نباتات(گیاهان)
- جغرافیای نباتات
- امراض(مرض های) نباتات